# Rozalimas
Rozalimas is een plaats in het Litouwse district Šiauliai. De plaats telt 928 inwoners (2001).